# JIB TV
JIB TV är ett japanskt tv-bolag inom den japanska NHK-koncernen som sedan 2009 producerar engelskspråkiga program om Japan och Asien för en internationell publik. Programmen visas över hela världen via den engelskspråkiga kanalen NHK World, från det japanska public service-bolaget NHK, samt via spelaren via JIB TV:s webbplats. NHK World och produktionsbolaget Jib TV startades 2009 med syfte att sprida information, kunskaper om japansk och asiatiska kultur och som en motvikt till kanaler som  CNN International och  BBC World.
Företaget Japan International Broadcasting ägs till 60 procent av public servicebolaget NHK och till 40 procent av näringslivet med intressenter som Microsoft och japanska banken Mizuho. Verksamheten finansieras till största delen av de japanska TV-licensbetalarna, men även av externa sponsorer och annonsörer. Sändningarna når de skandinaviska länderna via Astra och Eutelsat-satelliterna. Målsättningen är att i framtiden även distribueras via de ledande kabel och IP-TV operatörerna.
För att frigöra kapital ur den egna budgeten har NHK flyttat pengar från radio till TV-verksamheten. En konsekvens blev att de svenska, tyska och italienska avdelningarna inom utlandkanalen Radio Japan lades ned redan hösten 2007.